# بركرية
بَرْكِريَة (الاسم العلمي Barkeria)، جنس نباتات عشبية من السحلبية الجوثليات. مهدها المكسيك وأمريكا الوسطى. هي تتألف من حوالي 17 نوعًا معترف به حاليًا ( اعتبارًا من مايو 2014). تعيش طفيلية. سوقها شمراخية. أوراقها حاضنة عصفية النصال، جميلة الخضار المزنَّر الجؤوي. أزهارها معنقة كبيرة عاجية اللون يعلوها مواج وردي.